# Jadwiga Młynek
Jadwiga Młynek (ur. 1 października 1905 w Piwonicach, zm. 1 sierpnia 2015 w Kaliszu) – polska stulatka, w chwili śmierci była najstarszą Polką.
Pamiętała wybuch I wojny światowej i często wspominała zburzenie Kalisza. Jak mówiła sekretem jej długowieczności było kozie mleko. Wychowała pięcioro dzieci, dwadzieścioro wnucząt, dwadzieścia siedmioro prawnucząt i dziewięcioro praprawnucząt.